# Abelbar
Abelbar fou un emir qaisita de Manazkert a la segona meitat del segle ix. Vers el 878 apareix com escorta de l'ostikan d'Armènia Muhàmmad ibn Khàlid en el seu viatge cap a Dvin. Vers el 883 o 884 va entrar en guerra contra Asoci I el Gran d'Armènia que el va assetjar a la capital de l'emirat, setge que va haver d'aixecar per atendre altres afers a Baspracània (884).